# モナコ大公宮殿
モナコ大公宮殿（モナコたいこうきゅうでん）とは、旧市街にあるモナコ大公の公邸である。元々はジェノヴァ共和国の要塞だった。その長い歴史の中で、多くの外国勢力による砲撃や包囲を受けてきた。1297年にグリマルディ家の所有となり、18世紀にルネサンス様式の宮殿となった。

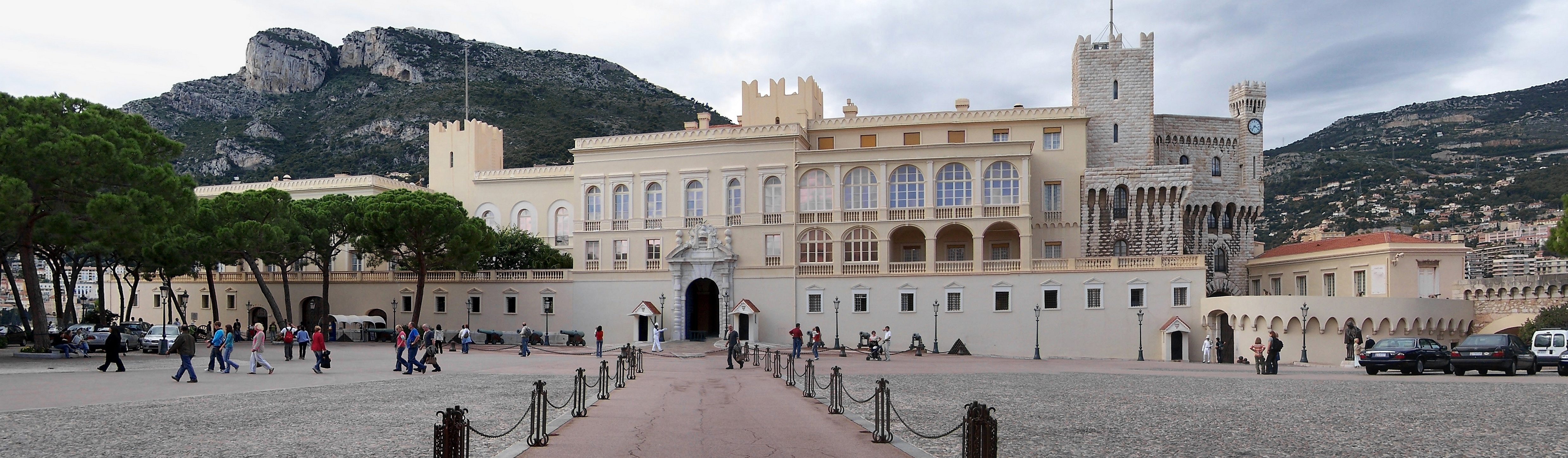
モナコ大公宮殿

宮殿の全体図

## 19世紀
オノレ3世の後を息子のオノレ4世（1758年 - 1819年）が継いだ。オノレ4世はルイーズ・ドーモン・マザランと結婚し、グリマルディの財産を回復するのに多大な貢献をした。この財産の多くは、革命の苦難によって枯渇していた。1814年6月17日のパリ条約により、モナコ公国はオノレ4世に返還された。
グリマルディ家がモナコから追放されていた間、宮殿の建物は完全に放置されていた。そのため、東翼の一部はオノレ2世の水浴場とともに取り壊され、現在、2014年に閉館したナポレオン博物館と宮殿の文書館がある場所に建っていた。

### 復元

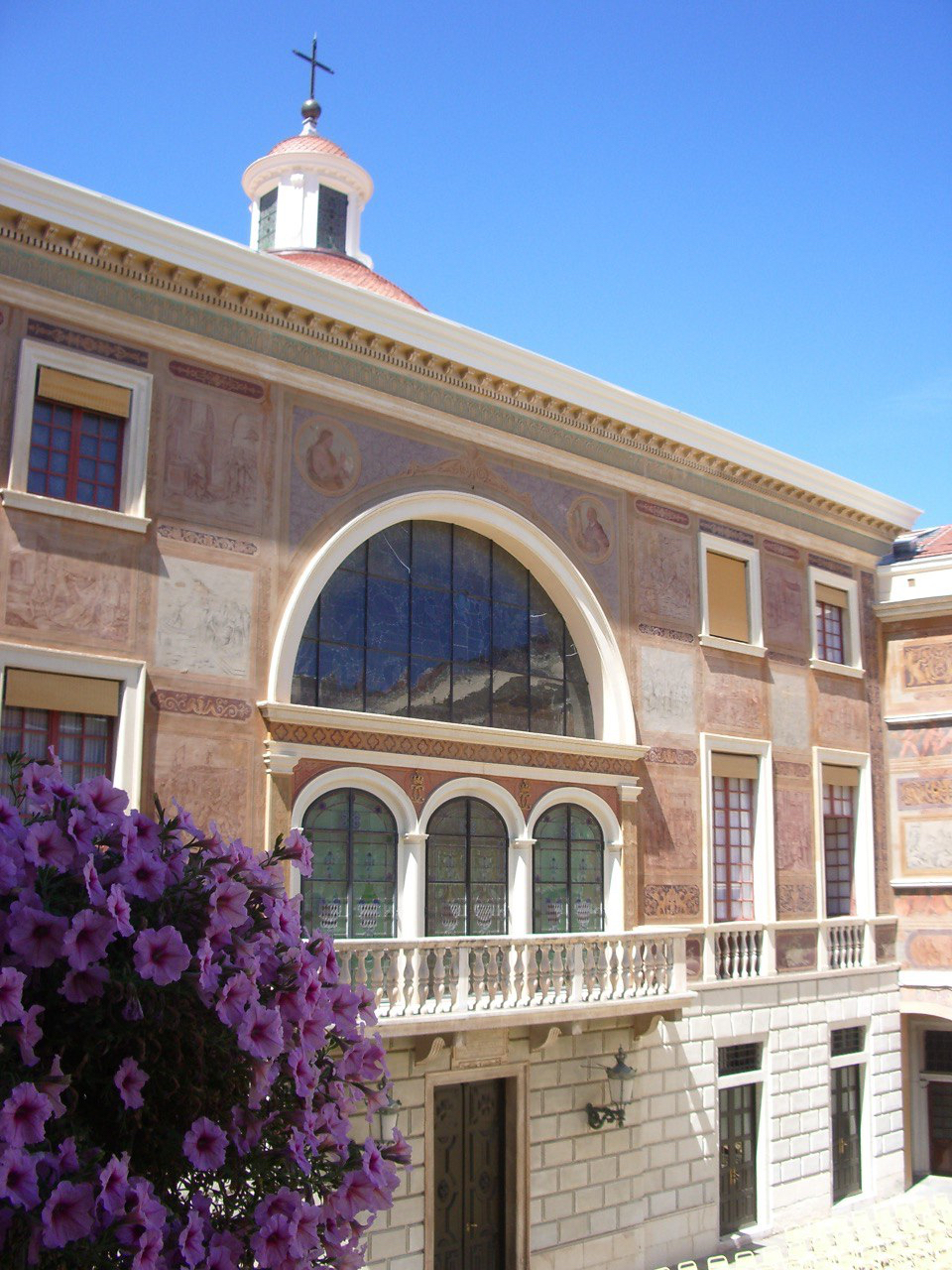
宮殿内のチャペル

オノレ4世は王位を回復した直後に亡くなり、宮殿の構造修復はオノレ5世の時代に始まり、1841年の彼の死後も弟のフロレスタン公爵によって継続された。しかし、フロレスタンが即位する頃には、モナコは再び財政問題による政治的緊張に見舞われるようになる。これは、モナコがナポレオン戦争終結後にフランスから割譲されたサルデーニャの保護領であったことに起因する。俳優として活躍していた変わり者のフロレスタンは、モナコの経営を妻のマリア・カロリーヌ・ジベール・ド・ラメッツに委ねた。フロレスタンは、モナコの経営を妻のマリア・カロリーヌ・ジベール・ド・ラメッツに委ねたが、夫の国民は再び反乱を起こした。フロレスタンは、この不安定な状況を緩和するために息子のシャルルに政権を譲ったが、モネガスクの人々をなだめるにはあまりにも遅すぎた。メントンとロックブルーヌはモナコから離脱し、グリマルディ家はモンテカルロ以下の小さな国となってしまったのである。
フロレスタンは1856年に亡くなり、息子のシャルルがモナコの残りの部分を支配していたが、シャルル3世として彼の後を継いだ。マントンとロクブリュヌは1861年に正式にフランスの一部となり、モナコのサイズは一気に80%縮小した。シャルル3世は時間の余裕を持って、叔父のオノレ5世が始めた宮殿の修復を完了することに時間を費やした。彼は聖マリアの塔を再建し、礼拝堂を完全に修復し、新しい祭壇を追加し、アーチ型天井を付けた。天井はフレスコ画で描かれ、ファサードの外はジェイコブ・フロッシュレとデシュラーによって描かれ、グリマルディが行ったさまざまな英雄的行為を描いた壁画が描かれた。要塞の旧大広間 (現在は国会議事堂として知られている) である守衛室は、新しいルネサンス様式の装飾と記念碑的な煙突の追加によって変貌を遂げた。
シャルル3世は、革命時に略奪、売却、散逸した様々な美術品や家具を探し出すことにも真剣に取り組んだ。ド・プレディスのリュシアン1世、フィリップ・ド・シャンパーニュのオノレ2世、ヒヤシンス・リゴーのアントワーヌ1世の頭部、ヴァン・ローのルイーズ=ヒポレットの肖像など、家族の肖像画だけでなくティツィアーノの「音楽の授業」などの傑作が、新しい購入品と共に再び宮殿を飾ったのである。
シャルル3世はまた、モンテカルロの別の宮殿の責任者でもあった。この宮殿は、彼の修復に資金を提供し、彼の国の低迷する経済を好転させるものだった。この新しい宮殿は、1878年に完成したシャルル ガルニエのセカンドエンパイアカジノでした。最初のモナコのカジノは、その前の10年間にオープンした。カジノを通じてモナコは自立した。

### グリマルディ勢力の衰退
1889年にシャルル3世が亡くなるまでに、モナコとモンテカルロは1つの同じ場所の代名詞となり、ギャンブルを通じて、金持ちのルーシュで退廃的な遊び場としての評判を得ていた。それは、ロシアの大公や鉄道王から冒険家まで、多くの場合愛人を惹きつけ、ヴィクトリア女王を含む多くの人々にこの小さな国を嘲笑させた。実際、モナコは非常に退廃的であると考えられていたため、1882年に彼女が初めてフレンチリビエラを訪れたとき、ビクトリア女王は宮殿での礼儀正しい社会的訪問を拒否した。現代作家のサビーヌ・ベアリング・グールドは、モナコの習慣を「ヨーロッパの道徳的な汚水溜め」と表現した。
モナコの歴代の支配者は他の場所に住む傾向があり、たまにしか宮殿を訪れなかった。チャールズ3世は1889年にアルバート1世に引き継がれた。夫婦には、1880年に結婚が無効になる前に、1人の息子ルイがいた。アルバートは熱心な科学者で、1906年に海洋学研究所を設立した。その後、平和主義者としてモナコに国際平和研究所を設立した。アルバートの2番目の妻、フランス公爵の未亡人であったアメリカ人の銀行相続人であるアリス ハイネは、モンテカルロを文化の中心地に変え、街にバレエとオペラの両方を確立するために多くのことを行った。家族に多額の持参金をもたらした彼女は、カジノを暖かい気候での回復から恩恵を受ける貧しい人々のための回復期の家に変えることを考えた。しかし、アリスが計画を実行に移す前に、夫婦は別れた。
1911年、ルイ王子は娘が王位を継承できるようにする法律を可決した。この法律は異議を唱えられ、モナコ継承危機として知られるようになったものに発展した。最後に、1919年に公爵は正式に彼の非嫡出娘シャーロットを採用し、シャーロット王女として知られるようになった。ナポレオン1世に属するルイ2世の工芸品のコレクションは、一般に公開されている宮殿のナポレオン博物館の基礎を形成している。
第二次世界大戦中、ルイはモナコを中立に保とうとしたが、フランスのヴィシー政府に同情していた。これは、彼の孫であるレーニエ、彼の娘の息子、およびナチスに対して連合国を強く支持したルイの王位継承者との間に亀裂を引き起こした。
連合軍によるモナコの解放に続いて、75歳のルイ王子は公国のためにほとんど何もせず、公国は深刻な無視に陥り始めた。同年7月27日、モナコ公妃となったフランス人女優ジレーヌ・ドマンジェと結婚。彼の治世の最後の数年間、彼と彼の妻はモナコを離れ、フランスの彼らの邸宅に住んでいた。ルイ王子は1949年に亡くなり、孫のレーニエ3世が後を継いだ。